# Rose Marie (film 1954)
Rose Marie è un film del 1954 diretto da Mervyn LeRoy.
È un western statunitense ambientato in Canada con Ann Blyth, Howard Keel, Fernando Lamas e Bert Lahr. È basato sull'operetta teatrale del 1924 Rose-Marie di Otto A. Harbach e Oscar Hammerstein II.

## Produzione
Il film, diretto da Mervyn LeRoy su una sceneggiatura di Ronald Millar e George Froeschel e un soggetto di Otto A. Harbach e Oscar Hammerstein II, fu prodotto dallo stesso LeRoy per la Metro-Goldwyn-Mayer e girato in California e in Canada dal 10 agosto al primi di ottobre 1953. Il titolo di lavorazione fu Indian Love Call.

## Distribuzione
Il film fu distribuito negli Stati Uniti dal marzo 1954 al cinema dalla Metro-Goldwyn-Mayer.
Altre distribuzioni:
- in Giappone il 7 settembre 1954
- in Svezia il 15 novembre 1954 (Rose-Marie)
- in Francia il 4 marzo 1955 (Paris)
- in Finlandia il 18 marzo 1955 (Rose Marie)
- in Turchia nel maggio del 1955 (Rose Marie)
- in Germania Ovest il 31 maggio 1955 (Rose Marie)
- in Portogallo il 23 giugno 1955 (Rose Marie)
- in Austria nel settembre del 1955 (Rose Marie)
- in Danimarca il 5 gennaio 1959 (Rose Marie)
- in Belgio (Rose-Marie)
- in Brasile (Rose Marie)
- in Francia (Rose-Marie)
- in Grecia (Rose Marie)

## Critica
Secondo il Morandini il film è "uno dei più stinti film" della carriera di LeRoy.

## Promozione
La tagline è: M-G-M presents the first great musical in Cinemascope! In Color Glory!.